# 10025 Rauer
10025 Rauer è un asteroide della fascia principale. Scoperto nel 1980, presenta un'orbita caratterizzata da un semiasse maggiore pari a 2,9048406 au e da un'eccentricità di 0,0696641, inclinata di 1,24279° rispetto all'eclittica.
L'asteroide è dedicato all'astronoma tedesca Heike Rauer.